# Џон Аткинсон Гримшо
Џон Аткинсон Гримшо (енгл. John Atkinson Grimshaw; Лидс, 6. септембар 1836. — 13. октобар 1893) је британски сликар из викторијанског периода.

## Биографија
Са 24 године, на разочарење родитеља, напустио је свој први посао чиновника у Великој северној железници, како би започео каријеру као уметник.
Главна инспирација су му били предрафаелисти. Доследан њиховом стилу, сликао је пејзаже верних боја и светлости, са живописним детаљима. Често је сликао пејзаже типичне за годишња доба и временске околности. Примењивао је своје вештине на светлосним ефектима, као и необични опрез за детаље, Гримшо је подробно описао једну сцену, истовремено верно приказујући гледаоцима дати амбијент.
„Брдо Хампстед“ се сматра једном од најбољих слика Гримша, где илуструје своју вештину рада са разним светлима, снимањем амбијента залазећег сунца које се претвара у ноћ. Његова слика „Дулче кући“ (1855), у вези чије подршке је Гримшо написао: „mostly painted under great difficulties“ („насликана претежно са великим потешкоћама“), ја снимам музику за пијанисту на слици, кога око тера да гледа по богато украшеној соби, и да мирно разгледа нему девојку која у међувремену слуша композицију.

## Галерија
- „Дух ноћи“ (1879)
- „Бродови реке Клајд“ (1881)
- „Бор Лејн, Лидс“ (1881)
- „Вечерње руменило“ (1884)